# Agresto

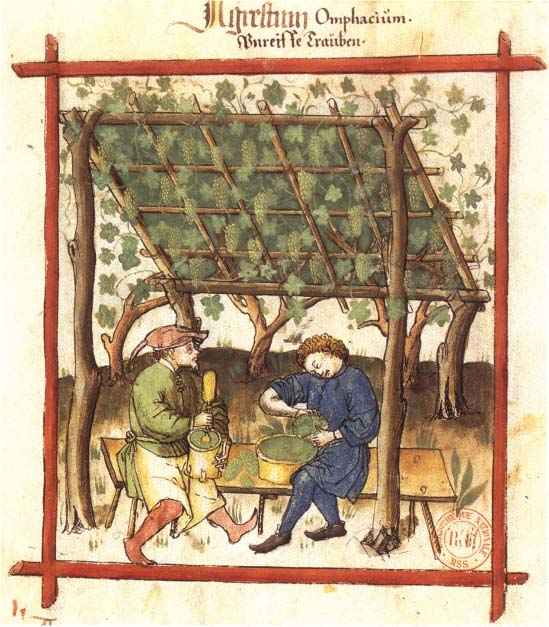
Illustrazione con la produzione dellagresto (1375)

L'agresto è un condimento acidulo ottenuto dalla cottura del mosto di uva acerba e dall'aggiunta di aceto e di spezie. Condimento e base per diversi tipi di salse, l'agresto fu diffuso in epoca medievale e d'uso generale nella cucina rinascimentale.

## Storia
Noto sin dall'antichità, esso ha perdurato nell'uso quotidiano per secoli per arrivare fino ad oggi con modificazioni varie. Le sue radici sono infatti da rintracciare nell’usanza della cottura del mosto, praticata dagli antichi romani che lo chiamavano omphacium. Staccavano gli acini di uve di varie qualità (la aminnea, la psitia e la thasia) a metà luglio, li pigiavano e versavano il succo in contenitori di rame che venivano coperti con canovacci ed esposti al sole. Di notte i recipienti venivano ritirati e il liquido rimestato per recuperare la parte condensata. Virgilio e Lucio Columella descrivono come il mosto cotto veniva raffreddato e conservato in botti per essere consumato dopo un anno. Rispolverato in cucina dagli arabi l'agresto è presente come condimento in era medievale (soprattutto in Francia) con vari metodi di produzione: da “uva liquida” (cioè spremuto da uva acerba fresca), da “uva secca” (fatta appassire al sole), “agresto duro al fuoco”  (cotto dopo la spremitura). Il gusto acido di questo preparato, tornò di gran moda presso le corti dell’Italia tardomedievale. L’agresto, che allora veniva prodotto soprattutto nella Pianura Padana, era utilizzato non solo per la preparazione di salse, ma anche per produrre bevande fresche estive mescolandolo al succo d’uva e al miele.
A partire dal Rinascimento il gusto per l’agrodolce delle corti signorili cominciò a preferirgli il meno acido aceto balsamico, che fino a quel momento era stato relegato al consumo delle classi più umili. Questa tendenza fu sostenuta soprattutto dagli Estensi, ai quali si deve l’affermarsi della cultura dell’aceto balsamico nelle province di Modena e Reggio Emilia. 
L'uso e il gusto dell’agresto è oggi quasi completamente perduto con l'eccezione di poche famiglie di agricoltori che, soprattutto a San Miniato (Pisa), hanno tramandato la ricetta di generazione in generazione. Secondo i dati dell’ARSIA (Agenzia regionale per lo sviluppo e l’innovazione del settore agricolo e forestale), la produzione di agresto si attesta oggi a 4 quintali all’anno, di cui il 50% destinati al consumo locale, il 20% al resto d’Italia e un 30% all’export. Altre ancora più piccole produzioni esistono anche in altre parti d’Italia, ad esempio a Serra de’Conti (Ancona).
Nel 2009, l'agresto di San Miniato è stato riconosciuto prodotto agroalimentare tradizionale della Regione Toscana.

## Preparazione
La nascita dell’agresto si deve probabilmente all’esigenza pratica di non sprecare l’uva raccolta compresa quella rimasta acerba. Ed è quest'ultima che dopo essere stata lasciata appassire per circa 20 giorni, veniva trattata con estrema delicatezza, tanto che si racconta che i contadini una volta, quando la pestavano a piedi nudi, lo facevano sostenendosi ad un bastone per non esercitare troppa pressione. Il mosto ottenuto veniva travasato in grosse pentole e ne provocavano l’addensamento per ebollizione trasformandolo in una sorta di sciroppo. Veniva poi aromatizzato con l'aggiunta di dragoncello, cannella, aglio, cipolla e miele per l'ultimo quarto d'ora di cottura, si aggiungeva quindi dell'aceto di uva cui seguiva l’eventuale invecchiamento in botte. Oggi giorno la procedura è simile ma meccanizzata. 

## Usi

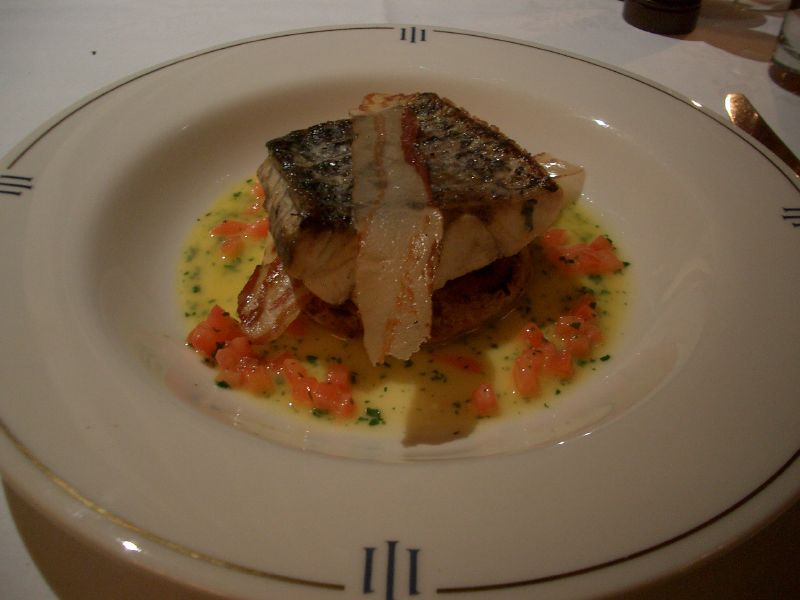
Filetto di barramundi su tortino di crostacei con pancetta croccante e riduzione di agresto.

Si può usare come ingrediente per salse o direttamente soprattutto su carne e pesce, ma anche su verdure grigliate. L'Artusi lo cita nella ricetta del piccione in umido.